# Michel Rocard
Michel Rocard (Courbevoie, 1930. augusztus 23. – Párizs, 2016. július 2.) francia szocialista politikus, 1988 és 1991 között, François Mitterrand elnöksége alatt Franciaország miniszterelnöke.

## Pályafutása
Apja, Yves Rocard fizikus, kutató, a francia atom- és hidrogénbomba atyja, részt vett a francia ellenállásban. Michel Rocard bölcsésztanulmányai befejezése után a párizsi Politikai Tanulmányok Intézetében, majd a Állami Közigazgatási Főiskolán szerzett diplomát. Az államigazgatási pénzügyi ellenőrzés területén kezdett dolgozni. Ellenezte Guy Mollet miniszterelnök Algéria-politikáját, és a szocialistákhoz csatlakozva 1958-ban részt vett a PSA (Parti socialiste autonome), 1960-ban a PSU (Parti socialiste unifié) megalapításában, s amelynek országos titkári funkcióját is betöltötte 1954 és 1956 között. A PSU a baloldali radikalizmushoz közeledett 1968 májusában.
1969-ben indult az elnökválasztáson, de a szavazatoknak csak 3,66%-át sikerült megszereznie. Októberben Yvelines parlamenti képviselőjévé választották (1969–1973), riválisa Maurice Couve de Murville, de Gaulle miniszterelnöke volt. Egy novemberi közvélemény-kutatásból kiderült, hogy Rocard Franciaország legnépszerűbb baloldali személyisége. 1974-ben belépett a Szocialista Pártba, bár szkeptikusan tekintett az egységes baloldal programjára. Támogatta Mitterrand pártelnökké választását.

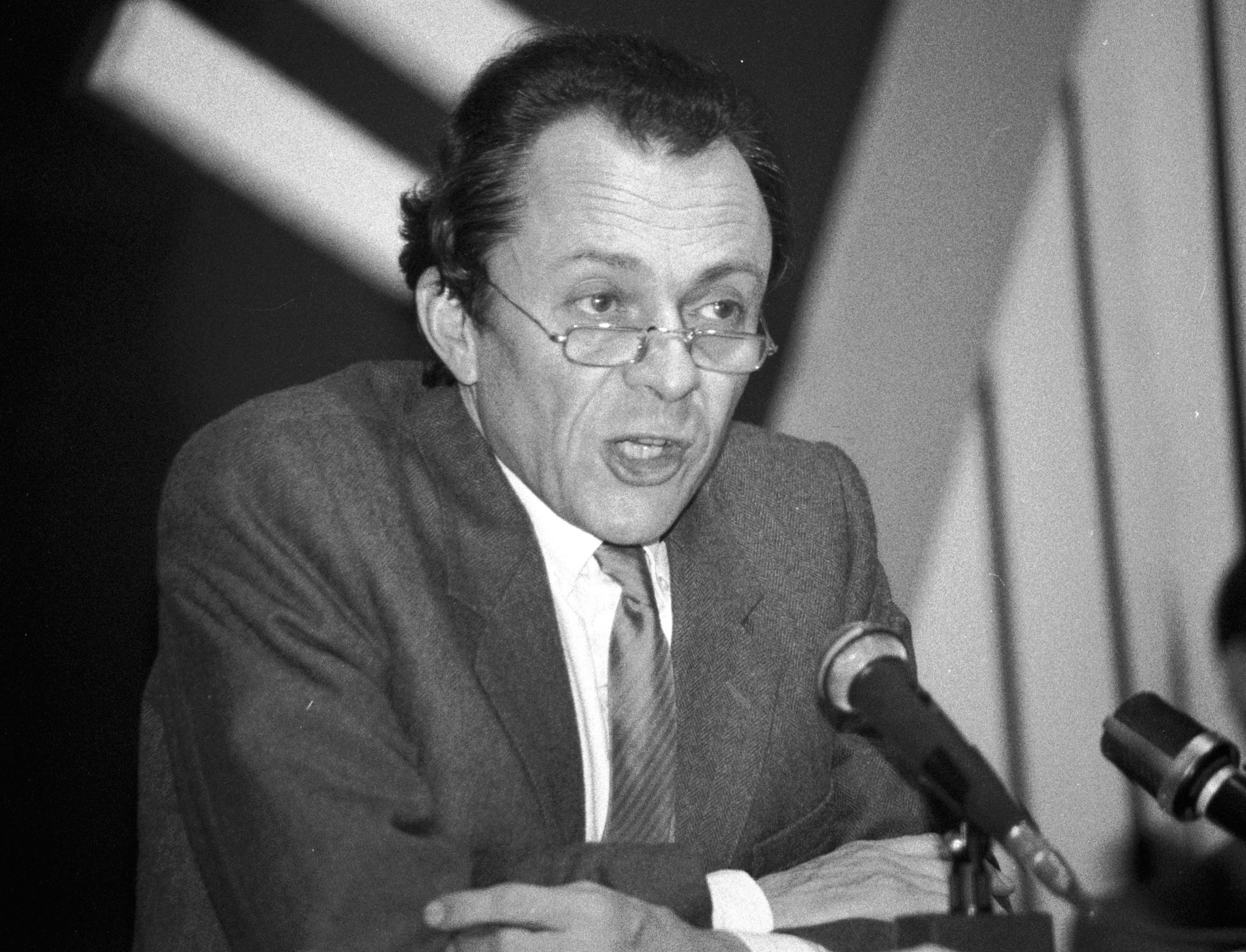
1981-ben

1977-ben a helyhatósági választások után Conflans-Sainte-Honorine polgármestere lett. 1981 márciusától Pierre Mauroy kormányában területrendezési és tervezési, majd 1983-tól mezőgazdasági miniszter. A tárcát Laurent Fabius kormányában is megtartotta. Bírálta az arányos választási rendszer bevezetését, mert szerinte kedvez a Nemzeti Frontnak, és ezért lemondott 1985 áprilisában. Újra Mitterrand-t támogatta, aki második elnöki ciklusában Rocard-t nevezte ki miniszterelnöknek, s megvalósult a klasszikus és második baloldal együttműködése. A kormányzás az egységes Franciaország jelszavával indult. A Mitterrand-hoz közel álló nagy bárók (Roland Dumas, Pierre Bérégovoy, Jack Lang) megtartották tárcáikat.
Rocard 1988. június 29-én jelentette be a három nappal korábban létrejött Matignon-egyezményt, amely az Új-Kaledóniában kialakult politikai válságot kívánta rendezni. Az egyezmény értelmében 1998-ban népszavazást kell tartani a sziget önrendelkezéséről. A miniszterelnök arra hívta fel a figyelmet a nemzetgyűlésben, hogy erősíteni kell a mindennapok demokráciáját, foglalkozni kell az egészségüggyel, a szak- és továbbképzéssel, a nők és idősek helyével a társadalomban, a városok nagy problémáival, a városodás és városiasodás harmonizálásával. Kormányzása alatt bevezették a szociális segélyt (RMI), amit azok a munkaképes felnőttek kaphattak, akik semmilyen anyagi bevétellel nem rendelkeztek. Rocard kormánya hozzájárult a közszolgálat modernizálásához. A La Poste (Francia Posta) közfeladatok ellátására hivatott közjogi jogi személy lett, és létrehozták a France Télécomot. 1988-ban a nemzetgyűlés megszavazta az első francia bioetikai törvényt.
Az öbölháború befejezése után Mitterrand lemondatta Rocard-t, aki 1993–94-ben a Szocialista Párt első titkára, majd az Európai Parlament képviselője (1997–2009) volt. 1995–97 között Yvelines szenátoraként működött a francia szenátusban. 2005-ben európai megfigyelők delegációját vezette Palesztinában, az elnökválasztás idejére. 2009. március 13-án Nicolas Sarkozy elnök megbízásából Franciaország képviselője volt az Északi-sark védelméről szóló nemzetközi szerződés elfogadására irányuló nemzetközi tárgyalásokon.
Rocard az európai integráció elkötelezett híveként 2014 áprilisában arra szólította fel Nagy-Britannia kormányát, hogy lépjen ki az Európai Unióból. A visszavonult politikus a Le Monde-ban bírálta David Cameron politikáját, mondván, a "kontinentális európaiak között egyre élesebb nézeteltérés feszül, amitől Európa haldoklik [...] Lépjenek ki hát, mielőtt elpusztítanak mindent. Volt idő, amikor britnek lenni az elegancia szinonimája volt. Hagyják, hogy újraépítsük Európát. Nyerjék vissza eleganciájukat, és visszanyerik megbecsültségüket is". Rocard 2016. július 2-án, 85 éves korában hunyt el, kilenc nappal azután, hogy a britek megszavazták az Európai Unióból történő kilépést.

## Kitüntetései
- francia Becsületrend
- Francia Köztársaság Nemzeti Érdemrendje
- Québec Nemzeti Rend
- Ausztrália Nemzeti Rend

## Írásai
- Le PSU et l’avenir socialiste de la France (1969)
- Le Marché commun contre l’Europe, Face au défi des »multinationales« le socialisme sera européen ou ne sera pas (társszerzők: Bernard Jaumont és Daniel Lenègre) (1973)
- Propositions pour sortir de la crise (1974)
- L’Inflation au cœur (társszerző: Jacques Gallus) (1975)
- Parler vrai, textes politiques 1966–1979, (1979)
- Un pays comme le nôtre, textes politiques (1986) (1989)
- Le Cœur à l’ouvrage (1987)
- Un contrat entre les générations (1991)
- La Nation, l’Europe, le monde (társszerzők: Aline Archimbaud és Félix Damette) (1995)
- Éthique et démocratie (1996)
- L’Art de la paix/l’Édit de Nantes (társszerző: Janine Garrison) (1997)
- Les Moyens d’en sortir (1998)
- Mutualité et droit communautaire (1999)
- Mes idées pour demain (2000)
- Entretien avec Judith Waintraub] (2001)
- Pour une autre Afrique (2001)
- Si la gauche savait, beszélgetés Georges-Marc Benamou-val (2005)
- La Deuxième gauche, une histoire inachevée, beszélgetés Michel Rocard-ral, in. Esprit, 2006. február, 140-147. o.)
- Peut-on réformer la France?, beszélgetés Frits Bolkesteinnel (2006)
- République 2.0 – Vers une société de la connaissance ouverte (2007. április 5.)
- Oui à la Turquie, (társszerző: Ariane Bonzon), (2008)
- Notre Europe, (társszerző: Nicole Gnesotto) (2008)
- Faire de Strasbourg la capitale intellectuelle de l’Europe, (társszerzők: Eric Kaija Guerrier, Véronique Kretz, Charlotte Ricateau-Pfersdorff), in: Revue Le Diable probablement no° 7, 2009.
- Si ça vous amuse. Chronique de mes faits et méfaits, mémoires, (2010)
- La Politique telle qu’elle meurt de ne pas être, beszélgetés Alain Juppével (Bernard Guetta), (2011)
- Mes points sur les i – Propos sur la présidentielle et la crise (2012)
- La Politique ça vous regarde! (2012)
- La Gauche n'a plus le droit à l’erreur (társszerző: Pierre Larrouturou), (2013)
- Suicide de l’Occident, suicide de l’humanité ? (2015)
- Lettre aux générations futures, en espérant qu’elles nous pardonneront (2015)

## Kapcsolódó szócikk
- Franciaország miniszterelnökeinek listája